# Oratorio di San Matio o della Pozza
L'oratorio della Pozza è situato a Crespadoro, in provincia di Vicenza in contrada Pozza. Fu costruito agli inizi del Settecento e ampliato nell'Ottocento.

## Contrada Pozza
La contrà Pozza si trova, isolata dal centro, in un ripido pendio posto nell'Alta Valle del Chiampo, in comune di Crespadoro.
L'ambiente architettonico della contrada è particolarmente interessante per la presenza di nobili forme quattrocentesche e del primo cinquecento, sentite in modo rustico e popolare.

## L'oratorio

### Descrizione
L'oratorio, dedicato a San Matio, è una cappella campestre. San Matio è San Matteo, protettore del bestiame.
Al santo infatti è intitolato l'affresco della pala d'altare. In un cartiglio dipinto al suo interno, che riporta la data 1749, compare questa scritta “A peste animalorum libera nos Domine”. L'altare, di fattura estranea all'insieme, probabilmente proviene da un'altra chiesa, o da Crespadoro o dalla frazione di Marana.
L'oratorio è uno dei più interessanti monumenti dell'arte popolare in tutta la zona dei Lessini.
La tradizione indica Matio Pelizaro (1800-1870), ricordato anche nella lapide dedicatoria posta sopra la porta d'ingresso, come l'ideatore e l'esecutore di tutto il complesso, nel 1843. Matio Pelizaro era uno scultore locale, operante nella metà dell'Ottocento.
In realtà l'oratorio fu costruito in due tempi, lo si può capire nella facciata laterale, dove i diversi ordini di pietre del muro, mostrano due diverse fasi di costruzione. 
La parte più antica, come lasciano desumere le tavolette che si trovano nei due sottoarchi a fianco dell'arcone principale, potrebbe risalire al XVIII secolo.
Sei gradini portano dalla corte al portico, sorretto da un solo pilastro. Un settimo gradino porta all'interno dell'auletta dalla volta a botte. All'interno del pronao la facciata dell'oratorio è scandita da tre archi. A quello di centro corrisponde la porta, i due laterali sono ciechi. Una “testa da porton” funge da chiave del volto d'ingresso; ai lati, all'interno di due lunette, Sant'Antonio da Padova e San Giovanni Battista. Sulla parete laterale si apre una piccola finestra verso valle.
La rielaborazione operata da Matio Pelizaro consiste nell'aumento in lunghezza dell'oratorio mediante un profilo ad arco con timpano sostenuto da due pilastri di conci squadrati e nella elevazione in altezza.
L'interno non fu molto modificato.
Il piccolo campanile pensile, eretto sullo spigolo destro del profilo, fu abbellito da una cuspide a pagoda con croce in ferro e banderuola in metallo.

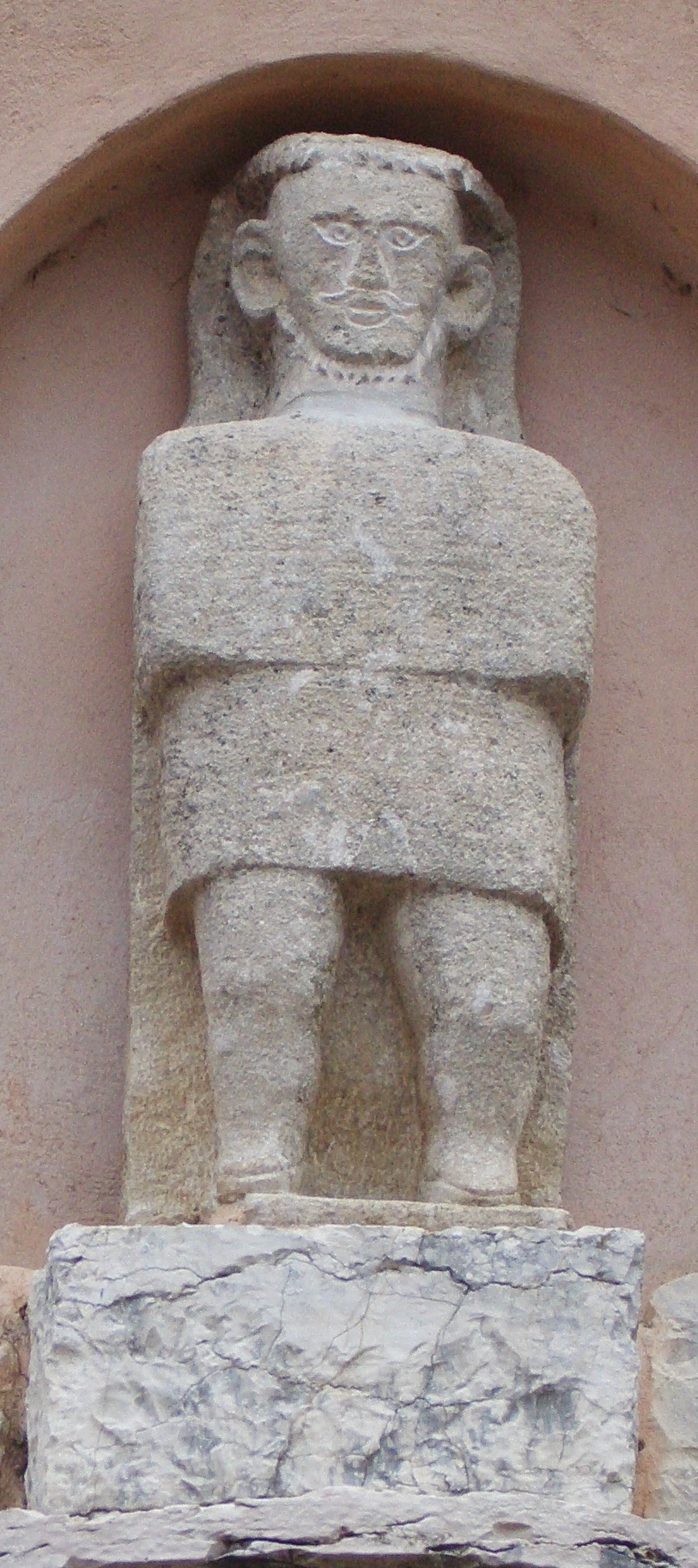
Copia della statua di San Matio o San Giorgio nella parete sud dell'Oratorio.

### Sculture
La statua di San Giovanni Battista sul timpano dell'oratorio e la statua di san Giorgio, nella parete sud, sono delle copie.
Delle statue originali, attribuite a Matio Pelizaro, il San Giovanni è andato perduto dopo essere stato tolto dal cornicione e portato a Vicenza per una mostra nel 1960.

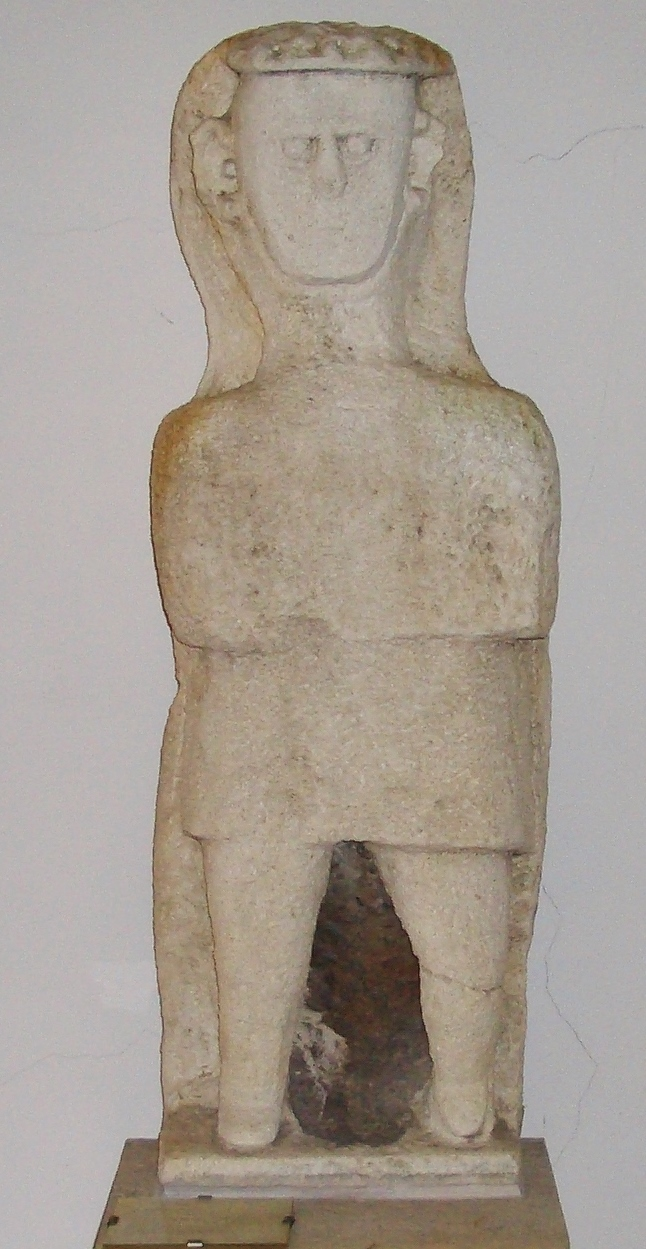
Statua originale di San Matio o San Giorgio nel Museo Etnografico di Crespadoro.

Il San Giorgio, chiamato dai locali San Matio, si trova nel Museo Etnografico di Crespadoro.
Era inserito nel nicchione nella parete sud dell'oratorio, sopra una mensola dalla forma rotonda e sporgente, sostenuta da una testa in pietra dal sapore primitivo.
San Giorgio o San Matio, membruto e solido tanto quanto san Giovanni, ha grosse gambe, una corta tunica, le braccia conserte ed un volto che lo avvicina alle grandi teste dell'isola di Pasqua.
Queste due statue, san Giovanni e San Giorgio, sono considerate i più begli esempi della scultura tipica della Lessinia. Sono di fattura rozza ma vigorosa, nell'insieme ingenue e maestose, "cariche di quella poesia semplice e immediata che sa creare questo tipo di arte popolare" 
Di Matio Pelizaro è anche la mano votiva nella parete laterale, ritenuta la firma dell'autore, che secondo la tradizione aveva una mano deforme.